# Funky Monkey Babys
Funkey Monkey Babys (ファンキー・モンキー・ベイビーズ), est un groupe de hip-hop japonais. Après 9 ans d'activité, le groupe se sépare en 2013. Mais en 2021, ils ont annoncé leurs retours, mais cette fois non pas à trois mais à deux  

## Biographie
Funky Monkey Babys est formé le jour de l'an 2004. En 2005, le groupe signe chez la major Mother Music Records du groupe Ketsumeishi. Le 25 janvier 2006 sort son premier single, そのまんま東へ (Its Manma East). Le 26 août 2006, ils jouent leur chanson Always lors du Challenge 5 au Shimizu S-Pulse, basé dans la préfecture de Shizuoka. Le 7 août 2008, ils apparaissent au Osaka Live Odaiba Adventure King. Le 14 mars 2009, le groupe joue pour la première fois à Qingdao, en Chine. Le 18 juin 2009, ils jouent au Nippon Budokan. Le 27 septembre 2009, ils jouent à l'événement Coca-Cola Happy Music organisé à Tokyo.
Le 28 janvier 2010, ils deviennent ambassadeurs du tourisme de Hachioji. Le 16 juin 2010, le groupe annonce l'arivée officielle de Mr. Michiri, qui s'est fait le 23 janvier. Ils participent pour la première fois au ap bank fes le 17 juillet. Le 28 juillet 2010, ils jouent pour la troisième fois consécutive au Alarmle Live à Odaiba. Le 3 août 2010, leur chaine YouTube atteint un total de 20 millions de vues, une première dans l'histoire du groupe.
Le 19 juin 2011, le groupe joue à Miyako-shi, Iwate-cho, préfecture d'Iwate. Le 20 juillet ils apparaissent pour la quatrième fois consécutive au Alarmle Live d'Odaiba.
Les 1er et 2 juin 2013, le groupe effectue ses dernières performances au Tokyo Dome (FINAL in Tokyo Dome with you) avant sa séparation. Un best-of spécial anniversaire est publié en 2016.

## Discographie

### Albums studio
- 2006: Funky Monkey Babys
- 2007: Funky Monkey Babys 2
- 2009: Funky Monkey Babys 3
- 2010: Funky Monkey Babys Best
- 2011: Funky Monkey Babys 4
- 2013: FUNKY MONKEY BABYS LAST BEST

### Singles
- 2006: Sono Manma Higashi e (そのまんま東へ?)
- 2006: Koi no Katamichi Kippu (恋の片道切符?)
- 2006: ALWAYS
- 2007: Lovin' Life
- 2007: Chippoke na Yūki (ちっぽけな勇気?)
- 2007: Mō Kimi ga Inai (もう君がいない?)
- 2008: Tabidachi (旅立ち?)
- 2008: Kokuhaku (告白?)
- 2008: Kibou no Uta/Kaze (希望の唄/風?)
- 2009: Sakura (桜?)
- 2009: Hero/Ashita e (ヒーロー/明日へ?)
- 2010: Namida/Yume (涙/夢?)
- 2010: Taisetsu (大切?)
- 2010: Ado Hitotsu (あとひとつ?)
- 2011: Runway☆Beat (ランウェイ☆ビート?)
- 2011: Soredemo Shinjiteru/Love Letter (それでも信じてる/ラブレター?)
- 2011: LOVE SONG
- 2012: Kono Sekai ni Umareta Wake (この世界に生まれたわけ?)
- 2012: LIFE IS A PARTY
- 2012: Sayonara ja Nai (サヨナラじゃない?)
- 2013: Arigatō (ありがとう?)